# ريكاردو تورمو
ريكاردو تورمو (بالإسبانية: Ricardo Tormo)‏ كان متسابق دراجات نارية إسباني فاز ببطولة سباق الجائزة الكبرى للدراجات النارية. نافس في سباقات بطولة العالم لفئة 125 سي سي ولفئة 50 سي سي.

## سباقات فاز بها
- جائزة سان مارينو الكبرى للدراجات النارية 1981 (فئة 50 سي سي)
- جائزة سان مارينو الكبرى للدراجات النارية 1983 (فئة 50 سي سي)

## روابط خارجية
- ريكاردو تورمو على موقع MotoGP.com (الإنجليزية)